# Dzidra Uztupe
Dzidra Uztupe  (nacida el 2 de marzo de 1930 en Smiltene, Unión Soviética y fallecida el 27 de diciembre de 2014) fue una jugadora y entrenadora de baloncesto letona. Consiguió 6 medallas en competiciones oficiales con URSS.